# Cyanopepla eximia
Cyanopepla eximia là một loài bướm đêm thuộc phân họ Arctiinae, họ Erebidae.